# Lactoria paschae
Lactoria paschae är en fiskart som först beskrevs av Hialmar Rendahl 1921.  Lactoria paschae ingår i släktet Lactoria och familjen koffertfiskar. Inga underarter finns listade i Catalogue of Life.